# Rhusia maculicosta
Rhusia maculicosta är en insektsart som först beskrevs av Naudé 1926.  Rhusia maculicosta ingår i släktet Rhusia och familjen dvärgstritar. Inga underarter finns listade i Catalogue of Life.